# 1896年アテネオリンピックの体操競技・男子綱登り
男子綱登りは、1896年アテネオリンピックの体操競技で行われた8種目のうちの1つである。最終種目として4月10日に行われた。綱の長さは14mで、骨組みから吊るさげられていた。頂上に到達した選手の順位決定には時間とスタイルが考慮され、頂上に到達しなかった選手はその高さで決められた。5人の選手が参加し、2人のギリシャ人が2人とも頂上まで到達した。ドイツ人のフリッツ・ホフマンが銅メダルを獲得し、ウェイトリフティング選手のViggo JensenとLaunceston Elliotが4位、5位となった。

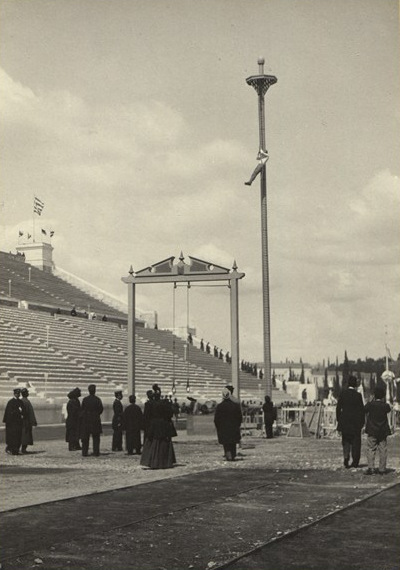
実施の様子

## 背景
同種目は1904年、1924年、1932年にも行われている。

## 競技形式
高さ14mで滑らかで結び目の無い綱が使用された。頂上まで登った者は時間とスタイルのポイントで順位がつけられ、頂上に達しなかった者は登った高さで順位がつけられた。

## 日程
競技5日目の午前中に行われた。体操競技は4日目に終了する予定であったが、8種目のうち6種目が終了した時点で続行するには時間が遅すぎたため、最後の2種目が5日目に移動された。綱登りはその日に2番目に行われ、最後に行われた体操競技の種目となった。

## 結果
JensenとElliotが登った高さは不明であるが、JensenはElliotよりも高く登り、2人とも12.5m以下であった。スタイルポイントは不明である。アンドリアコポウロスは23.4秒で登り、クセナキスよりも速かったが、クセナキスのタイムは不明である。
| 順位 | 選手                             | 国         | 高さ (m) |
| ---- | -------------------------------- | ---------- | -------- |
| 1    | ニコラオス・アンドリアコポウロス | ギリシャ   | 14.0     |
| 2    | トーマス・クセナキス             | ギリシャ   | 14.0     |
| 3    | フリッツ・ホフマン               | ドイツ     | 12.5     |
| 4    | Viggo・Jensen                    | デンマーク | 不明     |
| 5    | Launceston・Elliot               | イギリス   | 不明     |

## ソース
- Lampros, S.P.; Polites, N.G.; De Coubertin, Pierre; Philemon, P.J.; Anninos, C. (1897). The Olympic Games: BC 776 – AD 1896. Athens: Charles Beck (Digitally available at )
- Mallon, Bill; Widlund, Ture (1998). The 1896 Olympic Games. Results for All Competitors in All Events, with Commentary. Jefferson: McFarland. ISBN 0-7864-0379-9 (Excerpt available at )
- Smith, Michael Llewellyn (2004). Olympics in Athens 1896. The Invention of the Modern Olympic Games. London: Profile Books. ISBN 1-86197-342-X